# ワダカン
ワダカン株式会社（英: Wadakan Inc.）は青森県十和田市に本社を置く調味料の製造メーカーである。

## 概要
1900年の創業。
和田寛食料工業（1986年5月、会社更生法により倒産）、ワダカン食品工業（1999年4月破産）と変遷したが、いずれも倒産。その後2000年に食品商社のイズミック（名古屋市）が経営権・生産設備を取得、現在のワダカンを設立した。商標・社章は「亀甲寛」（和田寛食料の時代には「十和田みそ」の商標も存在した）。イオントップバリュの関東向けの醤油も製造している。
ワダカン食品工業時代の1990年代半ば、TBSの「アッコにおまかせ!」のネットスポンサーに入っていたことがあり、CMには前川清や宮尾すすむが出演。また「奥さま劇場」のスポンサーになっていたこともあった。現在は地元の青森テレビの後半ローカルスポンサーとなっている。
CMには函館本線昆布駅などが撮影に使用されていたことがある。
2004年1月1日、「マルサみそ」のブランド名で知られ、ワダカン100%出資子会社だった丸屋醸造（青森市）を吸収合併した。
2008年9月1日、盛田金しゃちビールからビール製造部門を継承し盛田金しゃちビール事業部としたが、2016年4月に会社分割され、盛田金しゃちビールが再度設立された。

## 事業所
- 本社・十和田工場
- 青森工場
- 札幌支店
- 青森支店
- 盛岡支店
- 仙台支店
- 東京支店
- 函館営業所